# Werner Günthör
Werner Günthör (ur. 1 czerwca 1961 w Uttwil) – szwajcarski lekkoatleta, kulomiot, medalista olimpijski i trzykrotny mistrz świata. Günthör należy do najbardziej utytułowanych szwajcarskich lekkoatletów. Zaliczał się do światowej czołówki kulomiotów końca lat 1980. i początku lat 1990. 

## Przebieg kariery
Pierwszym ważnym sukcesem Günthöra był złoty medal mistrzostw Europy w 1986. Później Günthör zdobywał trzy razy z rzędu tytuł mistrza świata w pchnięciu kulą: w 1987, 1991 i 1993. Zdobywał również medale halowych mistrzostw świata: srebrny w 1987 i złoty 1991. 
Günthör zdobył również brązowy medal Igrzysk Olimpijskich w Seulu w 1988, przegrywając jedynie z reprezentantem NRD Timmermannem i Amerykaninem Barnesem. Był też finalistą igrzysk olimpijskich rozgrywanych w Los Angeles i Barcelonie.
Po zakończeniu kariery sportowej Günthör został trenerem lekkoatletycznym, był również członkiem szwajcarskiej kadry bobsleistów.

## Rekordy życiowe
źródło:
- pchnięcie kulą
  - stadion: 22,75 m (Berno, 23 sierpnia 1988)
  - hala: 22,26 m (Magglingen, 8 lutego 1987)
- rzut dyskiem: 54,18 m (Berno, 19 września 1987)